# Zarza de Granadilla
Zarza de Granadilla település Spanyolországban, Cáceres tartományban. Zarza de Granadilla Abadía, La Granja, Casas del Monte, Jarilla, Villar de Plasencia, Guijo de Granadilla, Mohedas de Granadilla, La Pesga, Caminomorisco, Sotoserrano és Lagunilla községekkel határos. Lakosainak száma 1803 fő (2024).

## Népesség
A település népessége az elmúlt években az alábbi módon változott:
| Lakosok száma | 1765 | 1740 | 1761 | 1864 | 1860 | 1865 | 1827 | 1805 | 1792 | 1803 |
|               | 2001 | 2004 | 2006 | 2009 | 2011 | 2014 | 2016 | 2019 | 2021 | 2024 |